# Shatjrek
Shatjrek (in armeno Շատջրեք?, in passato Ghoshabulagh) è un comune dell'Armenia di 498 abitanti (2009) della provincia di Gegharkunik.